# Helene M. Kastinger Riley
Helene Marie Kastinger Riley (* 11. März 1939 in Wien; † 27. April 2025 in Greenville (South Carolina)) war eine US-amerikanische Germanistin.

## Leben
Helene Kastinger ist die Tochter des Maschinenschlossers Josef Kastinger und dessen Ehefrau, der Fotografin und Übersetzerin Helene geb. Friedl. Sie studierte an der Musikhochschule der Stadt Wien und heiratete dort den US-Amerikaner Edward R. Riley aus Little Rock, mit dem sie 1959 nach Arkansas übersiedelte. In den USA erhielt sie die amerikanische Staatsbürgerschaft, bekam vier Kinder, und setzte ihre Ausbildung weitere vier Jahre an der University of North Texas in Denton (Texas) fort, die sie 1970 als Bachelor abschloss.
Sie ließ sich scheiden, wechselte zur Germanistik und studierte das Fach an der Rice University in Houston, wo sie 1973 den Magistergrad erwarb und 1975 über Achim von Arnim promovierte. Im selben Jahr erhielt sie eine Professur an der Abteilung Germanistik der Yale University, wo sie viele Jahre lang Deutsch unterrichtete (in dieser Zeit schloss sie mit Darius Ornston ihre zweite Ehe), bevor sie eine feste Stelle als Professorin und Lehrstuhlinhaberin für Sprachen an der Clemson University in South Carolina antrat, wo sie als Distinguished Professor of German in den Ruhestand ging.

## Werke
- 1977: Idee und Gestaltung: Das konfigurative Strukturprinzip bei Ludwig Achim von Arnim. 187 Seiten. Peter Lang, Bern, ISBN 978-3-261-02008-6
- 1978: Ludwig Achim von Arnims Jugend- und Reisejahre. Ein Beitrag zur Biographie mit unbekannten Briefzeugnissen. 210 Seiten. Bouvier Verlag Herbert Grundmann, Bonn, ISBN 3-416-01419-7
- 1979: Achim von Arnim. rowohlts monographien herausgegeben von Kurt Kusenberg. 158 Seiten. Reinbek bei Hamburg, ISBN 3-499-50277-1
- 1979: Romain Rolland. 94 Seiten. (Köpfe des 20. Jahrhunderts, Bd. 91) Edition Colloquium/Morgenbuch Berlin, ISBN 3-7678-0468-9
- 1980: Georg Friedrich Rebmann (1768–1824). Studien zu Leben und Werk eines deutschen Jakobiners. 737 Seiten (Abhandlungen zur Kunst-, Musik- und Literaturwissenschaft, Bd. 290). Bouvier Verlag, Bonn
- 1981: Das Bild der Antike in der deutschen Romantik. 288 Seiten. John Benjamins, Amsterdam, ISBN 9027240035
- 1983: Virginia Woolf. 93 Seiten. (Köpfe des 20. Jahrhunderts, Bd. 99) Edition Colloquium/Morgenbuch Berlin, ISBN 3-89166-788-4
- 1985: Clemens Brentano. Sammlung Metzler, Bd. 213. Stuttgart. 166 Seiten, ISBN 3-476-10213-0
- 1991: Max Weber. (Köpfe des 20. Jahrhunderts, Bd. 115). 85 Seiten, Edition Colloquium/Morgenbuch Berlin, ISBN 3-7678-0775-0
- 1997: Hildegard von Bingen. 153 Seiten. Monographie. Rowohlt Taschenbuch Verlag, ISBN 3-499-50469-3
- 2000: John Adam Treutlen: The European Heritage of Georgia's First Governor. Sagas Publishing, Greenville, S.C.